# Sri-lankische Cricket-Nationalmannschaft in Indien in der Saison 2015/16
Die Tour der sri-lankischen Cricket-Nationalmannschaft nach Indien in der Saison 2015/16 fand vom 9. bis zum 14. Februar 2016 statt. Die internationale Cricket-Tour war Bestandteil der Internationalen Cricket-Saison 2015/16 und umfasste drei Twenty20s. Indien gewann die Serie 2–1.

## Vorgeschichte
Indien spielte zuvor eine Tour in Australien, Sri Lanka in Neuseeland.
Das letzte Aufeinandertreffen der beiden Mannschaften bei einer Tour fand in der Saison 2015 in Sri Lanka statt.
Ursprünglich sollte das zweite Twenty20 in Delhi stattfinden, wurde jedoch, da es von den Behörden keine Freigabe bekam nach Ranchi verlegt.

## Stadion
Das folgende Stadion wurden für die Tour als Austragungsort vorgesehen.
| Stadion                                 | Stadt         | Kapazität | Spiele  |
| --------------------------------------- | ------------- | --------- | ------- |
| Maharashtra Cricket Association Stadium | Pune          | 42.000    | 1. T20  |
| JSCA International Stadium Complex      | Ranchi        | 39.133    | 2. Test |
| ACA-VDCA Cricket Stadium                | Visakhapatnam | 30.000    | 3. Test |

## Kaderlisten
Sri Lanka benannte seinen Kader am 28. Januar 2016.
Indien benannte seinen Kader am 1. Februar 2016.
| Twenty20 | Twenty20 |
| Indien | Sri Lanka |
| --- | --- |
| - MS Dhoni (K & wk) - Ravichandran Ashwin - Jasprit Bumrah - Shikhar Dhawan - Ravindra Jadeja - Bhuvneshwar Kumar - Pawan Negi - Ashish Nehra - Manish Pandey - Hardik Pandya - Ajinkya Rahane - Suresh Raina - Rohit Sharma - Harbhajan Singh - Yuvraj Singh | - Dinesh Chandimal (K & wk) - Dushmantha Chameera - Niroshan Dickwella (wk) - Tillakaratne Dilshan - Binura Fernando - Dilhara Fernando - Asela Gunaratne - Danushka Gunathilaka - Chamara Kapugedera - Thisara Perera - Seekuge Prasanna - Kasun Rajitha - Sachithra Senanayake - Dasun Shanaka - Milinda Siriwardana - Jeffrey Vandersay - Shaminda Eranga |

## Twenty20 Internationals

### Erstes Twenty20 in Pune
| 9. Februar Scorecard | Pune | Indien 101 (18.5)               | – | Sri Lanka 105-5 (18) |
|                      |      | Sri Lanka gewinnt mit 5 Wickets |   |                      |

### Zweites Twenty20 in Ranchi
| 12. Februar Scorecard | Ranchi | Indien 196-6 (20)          | – | Sri Lanka 127-9 (20) |
|                       |        | Indien gewinnt mit 69 Runs |   |                      |

### Drittes Twenty20 in Visakhapatnam
| 14. Februar Scorecard | Visakhapatnam | Sri Lanka 82 (18)            | – | Indien 84-1 (13.5) |
|                       |               | Indien gewinnt mit 9 Wickets |   |                    |